# Thinodromus caloderinus
Thinodromus caloderinus är en skalbaggsart som först beskrevs av Leconte 1877.  Thinodromus caloderinus ingår i släktet Thinodromus och familjen kortvingar. Inga underarter finns listade i Catalogue of Life.